# Strátos (Étolie-Acarnanie)
Stratos (en grec ancien : Στράτος) est une ancienne cité grecque et une commune moderne du même nom dans le nome d'Étolie-Acarnanie, dans l'ouest de la Grèce, au nord de la route qui mène d'Antirion vers Ioannina. 
Elle est située en bordure du lac de barrage de Stratos, qui recueille les eaux du fleuve Achéloos, au nord-ouest d'Agrínio et au sud d'Amphilochia. 

## Histoire
Dans l'Antiquité, Stratos était la ville la plus importante de la région. Puis elle déclina pour se réduire à un très modeste village.

## Archéologie
Des vestiges sont encore visibles aujourd'hui, comprenant un théâtre du -IVe siècle avec une orchestra circulaire, une acropole, un bouleutérion et un temple de Zeus. 

## Stratos, de nos jours
En 2005, la crue du fleuve Achéloos a causé des dommages importants aux bâtiments et aux zones agricoles.